# تقاطع (مجموعه تلویزیونی)
تقاطع یک مجموعه تلویزیونی محصول سال ۱۳۸۹–۱۳۸۷ به کارگردانی رضا ذاکری دلاور، نویسندگی امیر شاداب، مسعود بهبهانی‌نیا و تهیه‌کنندگی احمد بندری می‌باشد که از شبکه سه پخش شد.
هر قسمت از مجموعه تلویزیونی تقاطع یک داستان مستقل دارد و همه قسمت‌های این مجموعه تلویزیونی از رویکرد اجتماعی برخوردارند. مسائل و موضوعاتی که در این مجموعه تلویزیونی مطرح می‌شود مربوط به آسیب‌های اجتماعی است که در جامعه رخ می‌دهد و مسائلی از قبیل دختران فراری، مصرف مواد اعتیادآور جدید و همچنین تأثیر مخرب اعتیاد بر خانواده مطرح می‌شود.

## بازیگران
- مینا نوروزی
- آیسن نوروزی
- احمد کاظمی
- بهزاد رحیم‌خانی
- حسین مهری
- ستوده حیدری
- سیدشهریار سعیدنیا
- شقایق فتحی
- طوفان مهردادیان
- عبدالله احمدی
- عزت‌الله جامعی
- علی جولائی
- علی عبادت طلب
- گیلدا حمیدی
- مجید عباسیان
- محمد برسوزیان
- محمودرضا قدیریان